# Atletismo nos Jogos Pan-Americanos de 1951 - Salto em altura feminino
A prova do salto em altura feminino nos Jogos Pan-Americanos de 1951 foi realizada em Buenos Aires, Argentina.

## Medalhistas
| Ouro                          | Prata                | Bronze                      |
| Jacinta Sandiford ECU Equador | Luci López CHI Chile | Elisabeth Muller BRA Brasil |

## Resultados
| Posição           | Nome              | Nacionalidade      | Marca | Notas |
| ----------------- | ----------------- | ------------------ | ----- | ----- |
| Medalha de ouro   | Jacinta Sandiford | ECU Equador        | 1.45  |       |
| Medalha de prata  | Luci López        | CHI Chile          | 1.45  |       |
| Medalha de bronze | Elisabeth Muller  | BRA Brasil         | 1.45  |       |
| 4                 | Julia Alfisi      | ARG Argentina      | 1.45  |       |
| 5                 | Gladys Erbetta    | ARG Argentina      | 1.45  |       |
| 6                 | Evelyn Lawler     | USA Estados Unidos | 1.45  |       |
| 7                 | Lucia García      | ARG Argentina      | 1.40  |       |
| 8                 | Nancy Phillips    | USA Estados Unidos | 1.35  |       |